# Avesso

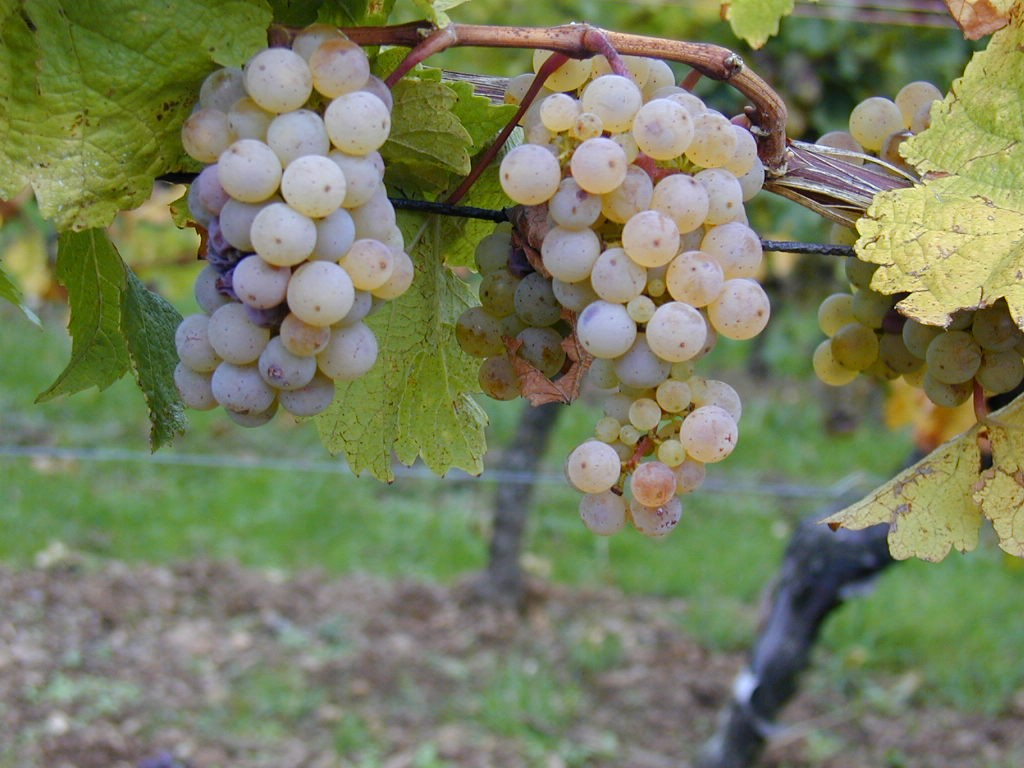
Wit druivenras

De Avesso is een witte Portugese druivensoort, die veel body toevoegt aan de meestal lichte wijnen uit het noorden van het land.

## Geschiedenis
Avesso betekent tegenstrijdig in het Portugees en dit ras heeft zijn naam te danken aan het feit, dat het alcoholpercentage - in tegenstelling tot de andere soorten in Noord Portugal - hoog is. Aan het einde van de 19e eeuw wordt voor het eerst melding gemaakt van dit ras.  

## Kenmerken

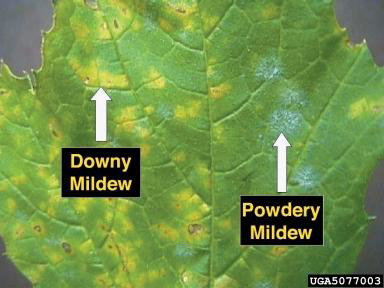
Valse (downy) en echte (powdery) meeldauw op druivenblad

Deze variëteit groeit snel, dus terugsnoeien is van groot belang om er voor te zorgen dat het vocht dat de plant opneemt zo veel mogelijk in de druif terechtkomt. De bloei is vroeg in het seizoen, zodat ook de oogst vroeg in september kan plaatsvinden. Deze soort houdt van droge, graniet-achtige grond. Zeer bevattelijk voor valse meeldauw en botrytis, maar niet voor echte meeldauw. Vaak reikt het alcoholpercentage tot wel 13, terwijl 11,5 het maximum is. Vandaar dat de wijn van deze druif vaak wordt gebruikt in blends en bijna niet voorkomt als cépage wijn.

## Gebieden
Deze soort komt veel voor in het noorden van Portugal, voornamelijk in Baião, Cinifães en Resende, waar hij een belangrijk onderdeel is van een blend, die de bekende Vinho Verde wijn maakt. In totaal is er 750 hectare mee beplant.

## Synoniemen
- Bornal
- Bornão
- Borracal Branco
- Borral
- Jaen Blanco de Andalucia